# خربة الحاوي (إربد)
خربة الحاوي منطقة سكنية تقع في لواء الكورة، محافظة إربد في الأردن. تنتمي المنطقة لقضاء الكورة (الأردن) الذي يضم 21 منطقة. يقدر عدد سكانها بـ 6 نسمة حسب إحصاء 2015.

## الوصلات الخارجية
- دائرة الاحصاءات العامة